# Alois Mikuškovic
Alois Josef Mikuškovic (10. prosinec 1897 Kvasejovice u Soběslavi – 9. února 1952 Praha) byl český architekt a vysokoškolský profesor architektury.

## Životopis
Alois Mikuškovic se narodil 10. prosince 1897 v Kvasejovicích u Soběslavi. Vystudoval architekturu a pozemní stavitelství na pražském ČVUT. V roce 1925 a nastoupil u Antonína Engela jako jeho asistent do Ústavu architektoniky na ČVUT v Praze.
Ve 20. letech 20. století začal pracovat v Ústavu pro stavbu měst při Masarykově akademii práce, kde nejčastěji spolupracoval s Otokarem Fierlingerem. Navrhoval obytné domy, vily, vnitřní zařízení a pracoval na urbanistických projektech českých i zahraničních měst. V roce 1929 přešel z Ústavu architektoniky na Ústav stavby měst, kde se v roce 1933 habilitoval jako soukromý docent. Jeho habilitační práce vyšla ve stejném roce pod názvem Technika stavby měst. Rovněž často přispíval do architektonických časopisů.
Na začátku roku 1938 byl jmenován mimořádným profesorem a převzal vedení Ústavu stavby měst po Antonínu Engelovi, kterému předtím dělal asistenta.
Ústav během druhé světové války zanikl a Mukiškovic jej obnovil pod názvem Ústav stavby měst a krajinného plánování a vedl jej až do své smrti.
Alois Mikuškovic zemřel 9. února 1952 v Praze ve věku 54 let.